# 蛇足
蛇足（だそく）とは中国の故事。出典は『戦国策』斉策。余計な事、不必要な事などを付け加えることの例えとして用いられる。
縦横家陳軫が、斉の君主から「魏に侵攻して勝利し、さらに斉へ侵攻しようとする楚の昭陽将軍を、止めるよう説得することは出来ないか」との依頼を受け、昭陽将軍との会談の際に用いた喩え話である。
魏への侵攻を成功させた時点で、昭陽将軍は楚での序列第一位、最高の位まで出世することが見込まれるが、たとえ斉への侵攻に成功していたとしてもそれ以上は出世しようが無いのに、失敗に終わった場合の、失脚の危険を犯す必要があるのか、ということを蛇足の話を用いて説得したのである。
この由来により、「蛇足」は、わざわざ余計な事までしてしまう意味の熟語となった。また、物事がうまく行っている時に、調子に乗ってやたらに手を出すべきではないという教訓にもなっている。
意見を述べる際などに、謙遜の意味を込めて「蛇足でございますが……」というように用いられる場合もある。

## 由来の喩え話
楚（紀元前3世紀頃まであった国）の人が先祖を祭る行事を催して、召使いたちに酒を与えた。召使いたちは「幾人も飲むには足りないが、一人で飲むには充分ある。地面に最初に蛇の絵を描いた者が酒を飲む事にしよう」と相談した。ある一人が最初に完成し、その者は酒を引き寄せて飲もうとして左手に杯を持ち、「私にはまだ足を袈き足す余裕がある」と言って右手でその蛇の絵に足を描き出したが、それを描き終わらないうちにもう一人が蛇を描き上げ、杯を奪い取って、「もともと蛇に足はない。そなたに足を描けるわけがない。」（蛇に足を描いたら、それはもう蛇の絵ではなくなり、描き足した男の勝利は無効になる）と言って酒を飲んでしまった。おかげで蛇に足を付けた男はついに酒を飲み損なってしまった。

### 原文
楚有祠者。賜其舎人巵酒。舎人相謂曰、
「数人飲之不足。一人飲之有余。請画地為蛇先成者飲酒。」
一人蛇先成。引酒且飲之。乃左手持巵、右手画蛇曰、
「吾能為之足。」
未成、一人之蛇成。奪其巵曰、
「蛇固無足。子安能為之足。」
遂飲其酒。為蛇足者、終亡其酒。